# Liste der State-, U.S.- und Interstate-Highways in Arkansas
Dies ist eine Aufstellung von State Routes, U.S. Highways und Interstates im US-Bundesstaat Arkansas, nach Nummern.

## State Routes

### Gegenwärtige Strecken
- Arkansas State Route 1
- Arkansas State Route 4
- Arkansas State Route 5
- Arkansas State Route 7
- Arkansas State Route 8
- Arkansas State Route 9
- Arkansas State Route 10
- Arkansas State Route 11
- Arkansas State Route 12
- Arkansas State Route 13
- Arkansas State Route 14
- Arkansas State Route 15
- Arkansas State Route 16
- Arkansas State Route 17
- Arkansas State Route 18
- Arkansas State Route 19
- Arkansas State Route 21
- Arkansas State Route 22
- Arkansas State Route 23
- Arkansas State Route 23 Spur
- Arkansas State Route 24
- Arkansas State Route 25
- Arkansas State Route 26
- Arkansas State Route 27
- Arkansas State Route 28
- Arkansas State Route 29
- Arkansas State Route 31
- Arkansas State Route 32
- Arkansas State Route 33
- Arkansas State Route 34
- Arkansas State Route 35
- Arkansas State Route 36
- Arkansas State Route 37
- Arkansas State Route 38
- Arkansas State Route 39
- Arkansas State Route 41
- Arkansas State Route 42
- Arkansas State Route 43
- Arkansas State Route 44
- Arkansas State Route 45
- Arkansas State Route 46
- Arkansas State Route 48
- Arkansas State Route 50
- Arkansas State Route 51
- Arkansas State Route 53
- Arkansas State Route 54
- Arkansas State Route 56
- Arkansas State Route 58
- Arkansas State Route 58E
- Arkansas State Route 59
- Arkansas State Route 60
- Arkansas State Route 66
- Arkansas State Route 69
- Arkansas State Route 70
- Arkansas State Route 72
- Arkansas State Route 74
- Arkansas State Route 75
- Arkansas State Route 77
- Arkansas State Route 78
- Arkansas State Route 79
- Arkansas State Route 80
- Arkansas State Route 81
- Arkansas State Route 84
- Arkansas State Route 85
- Arkansas State Route 86
- Arkansas State Route 87
- Arkansas State Route 88
- Arkansas State Route 89
- Arkansas State Route 90
- Arkansas State Route 91
- Arkansas State Route 92
- Arkansas State Route 93
- Arkansas State Route 94
- Arkansas State Route 95
- Arkansas State Route 96
- Arkansas State Route 98
- Arkansas State Route 100
- Arkansas State Route 101
- Arkansas State Route 102
- Arkansas State Route 102 Business
- Arkansas State Route 103
- Arkansas State Route 104
- Arkansas State Route 105
- Arkansas State Route 107
- Arkansas State Route 108
- Arkansas State Route 109
- Arkansas State Route 112
- Arkansas State Route 112 Spur
- Arkansas State Route 113
- Arkansas State Route 115
- Arkansas State Route 117
- Arkansas State Route 118
- Arkansas State Route 119
- Arkansas State Route 121
- Arkansas State Route 122
- Arkansas State Route 123
- Arkansas State Route 124
- Arkansas State Route 125
- Arkansas State Route 126
- Arkansas State Route 127
- Arkansas State Route 127 Spur
- Arkansas State Route 131
- Arkansas State Route 133
- Arkansas State Route 133 Spur
- Arkansas State Route 134
- Arkansas State Route 135
- Arkansas State Route 136
- Arkansas State Route 139
- Arkansas State Route 140
- Arkansas State Route 141
- Arkansas State Route 143
- Arkansas State Route 144
- Arkansas State Route 147
- Arkansas State Route 148
- Arkansas State Route 149
- Arkansas State Route 150
- Arkansas State Route 153
- Arkansas State Route 154
- Arkansas State Route 155
- Arkansas State Route 156
- Arkansas State Route 157
- Arkansas State Route 158
- Arkansas State Route 159
- Arkansas State Route 160
- Arkansas State Route 161
- Arkansas State Route 162
- Arkansas State Route 163
- Arkansas State Route 164
- Arkansas State Route 166
- Arkansas State Route 170
- Arkansas State Route 171
- Arkansas State Route 175
- Arkansas State Route 175 Spur
- Arkansas State Route 176
- Arkansas State Route 177
- Arkansas State Route 178
- Arkansas State Route 180
- Arkansas State Route 181
- Arkansas State Route 183
- Arkansas State Route 185
- Arkansas State Route 186
- Arkansas State Route 187
- Arkansas State Route 190
- Arkansas State Route 191
- Arkansas State Route 195
- Arkansas State Route 196
- Arkansas State Route 197
- Arkansas State Route 200
- Arkansas State Route 201
- Arkansas State Route 201 Spur
- Arkansas State Route 202
- Arkansas State Route 206
- Arkansas State Route 211
- Arkansas State Route 214
- Arkansas State Route 215
- Arkansas State Route 216
- Arkansas State Route 217
- Arkansas State Route 218
- Arkansas State Route 219
- Arkansas State Route 220
- Arkansas State Route 221
- Arkansas State Route 222
- Arkansas State Route 224
- Arkansas State Route 225
- Arkansas State Route 226
- Arkansas State Route 235
- Arkansas State Route 239
- Arkansas State Route 242
- Arkansas State Route 243
- Arkansas State Route 244
- Arkansas State Route 245
- Arkansas State Route 246
- Arkansas State Route 247
- Arkansas State Route 248
- Arkansas State Route 250
- Arkansas State Route 252
- Arkansas State Route 253
- Arkansas State Route 255
- Arkansas State Route 256
- Arkansas State Route 259
- Arkansas State Route 261
- Arkansas State Route 263
- Arkansas State Route 264
- Arkansas State Route 265
- Arkansas State Route 266
- Arkansas State Route 267
- Arkansas State Route 268
- Arkansas State Route 272
- Arkansas State Route 278
- Arkansas State Route 281
- Arkansas State Route 282
- Arkansas State Route 283
- Arkansas State Route 284
- Arkansas State Route 286
- Arkansas State Route 294
- Arkansas State Route 295
- Arkansas State Route 295 Spur
- Arkansas State Route 296
- Arkansas State Route 298
- Arkansas State Route 299
- Arkansas State Route 300
- Arkansas State Route 303
- Arkansas State Route 304
- Arkansas State Route 304N
- Arkansas State Route 305
- Arkansas State Route 309
- Arkansas State Route 310
- Arkansas State Route 311
- Arkansas State Route 312
- Arkansas State Route 319
- Arkansas State Route 321
- Arkansas State Route 321 Spur
- Arkansas State Route 322
- Arkansas State Route 324
- Arkansas State Route 326
- Arkansas State Route 329
- Arkansas State Route 333
- Arkansas State Route 338
- Arkansas State Route 340
- Arkansas State Route 341
- Arkansas State Route 342
- Arkansas State Route 345
- Arkansas State Route 348
- Arkansas State Route 351
- Arkansas State Route 352
- Arkansas State Route 355
- Arkansas State Route 359
- Arkansas State Route 362
- Arkansas State Route 363
- Arkansas State Route 365
- Arkansas State Route 367
- Arkansas State Route 367 Spur
- Arkansas State Route 370
- Arkansas State Route 375
- Arkansas State Route 379
- Arkansas State Route 380
- Arkansas State Route 384
- Arkansas State Route 385
- Arkansas State Route 392
- Arkansas State Route 395
- Arkansas State Route 396
- Arkansas State Route 397
- Arkansas State Route 399
- Arkansas State Route 440
- Arkansas State Route 463
- Arkansas State Route 530, ein zukünftiges Teilstück der Interstate 530
- Arkansas State Route 549
- Arkansas State Route 980

### Außer Dienst gestellte Strecken
- Arkansas State Route 1E
- Arkansas State Route 1W
- Arkansas State Route 2
- Arkansas State Route 3
- Arkansas State Route 6
- Arkansas State Route 21E
- Arkansas State Route 21W
- Arkansas State Route 23W
- Arkansas State Route 27N
- Arkansas State Route 47
- Arkansas State Route 68
- Arkansas State Route 68N
- Arkansas State Route 99
- Arkansas State Route 204
- Arkansas State Route 265 Spur
- Arkansas State Route 383
- Arkansas State Route 471
- Arkansas State Route 540

## Interstate Highways

### Gegenwärtige Strecken
- Interstate 30
- Interstate 40
- Interstate 55
- Interstate 430
- Interstate 440
- Interstate 530
- Interstate 540
- Interstate 555
- Interstate 630

## United States Highways
Gegenwärtige Strecken:
- U.S. Highway 49
- U.S. Highway 59
- U.S. Highway 61
- U.S. Highway 62
- U.S. Highway 63
- U.S. Highway 64
- U.S. Highway 65
- U.S. Highway 67
- U.S. Highway 70
- U.S. Highway 71
- U.S. Highway 79
- U.S. Highway 82
- U.S. Highway 165
- U.S. Highway 167
- U.S. Highway 270
- U.S. Highway 271
- U.S. Highway 278
- U.S. Highway 371
- U.S. Highway 412
- U.S. Highway 425